# Джуліо Чезаре Мартіненґо
Джу́ліо Че́заре Мартіне́нґо (італ. Giulio Cesare Martinengo; 1564 або 1568, Верона — 10 липня 1613, Венеція) — італійський композитор пізнього Відродження та раннього бароко, представник венеціанської школи. Був попередником Клаудіо Монтеверді на посаді капельмейстера Собору святого Марка у Венеції.

## Біографія
Певно що походив з Верони і був сином композитора Ґабріеле Мартіненґо та Еуфемії. Щодо дати його народження, існують розбіжності у джерелах: згідно з заявою матері, він народився у 1564 році, але документ Casa degli Accoliti (Дому Послушників) міста Верони вказує, що у 1583 році він мав п'ятнадцять років. Навчався у батька у Вероні, між 1590 та 1600 роком перебував при Кафедральному Соборі Верони як кантор, а прийнявши 17 грудня 1586 року сан священника — одного з дванадцяти соборних капеланів.
Мартіненґо перш за все відомий тим, що був наступником Джованні Кроче та попередником Клаудіо Монтеверді на посаді керівника капели Базиліки Сан Марко у Венеції; місце, що, стосовно музики, вважалось найавторитетнішим в північній Італії. Призначення відбулося 22 серпня 1609 року (після прослуховування та за рекомендацією веронців); жалування складалося з 200 дукатів. Дивно, що Мартіненґо був єдиним учасником конкурсу, адже принаймні два органісти могли конкурувати з ним: Паоло Джусто, який можливо не мав достатнього композиторського досвіду, та Джованні Ґабріелі, один з найталановитіших композиторів свого часу та ключових митців венеціанської школи.
Його діяльність на посаді була цілковитим провалом; він був майже завжди хворим, і якість хору та оркестру невпинно й послідовно знижувалась. Крім того музична капела була обтяжена боргами і зрештою дійшла до стану жалюгідної подоби того блискучого колективу, якою вона була до початку керування нею Мартіненґо. Він не тямив ув управлінні фінансами і відповідно до записів Сан Марко, тільки те й робив, що просив авансування платні, був завжди у боргах перед фінансовим керівництвом базиліки, і навіть після смерті був винен казначею плату за декілька місяців, що той виплатив йому наперед. Помер усього по чотирьох роках після свого призначення і авторитет собору піднісся, коли на його місце зійшов Клаудіо Монтеверді, який у короткий час зміг привести якість капели до рівня найкращих її часів.

## Твори
Лише декілька творів Мартіненґо дісталися нашого часу:
- Дві короткі композиції з триденного богослужіння; включені до збірки ламентацій Джованні Кроче, опубліковані посмертно
- Мотет «Regnum mundi» для сопрано та басо контінуо, написаний у формі кончертато, схожий на тогочасні праці Лодовіко Ґроссі да В'ядана; опублікований посмертно у важливій антології мотетів на один голос «Ghirlanda sacra», 1625 (та багато разів перевиданий) клопотаннями Леонардо Сімонетті, кастрата, призначеного до Сан Марко у січні 1613 року, себто у період Мартіненґо
- Три книги мадригалів на чотири, п'ять та шість голосів, остання опублікована у 1605 році; можливо вона містить твори його батька Ґабріеле, книга мадригалів якого не дісталася нашого часу